# 縣神社 (宇治市)

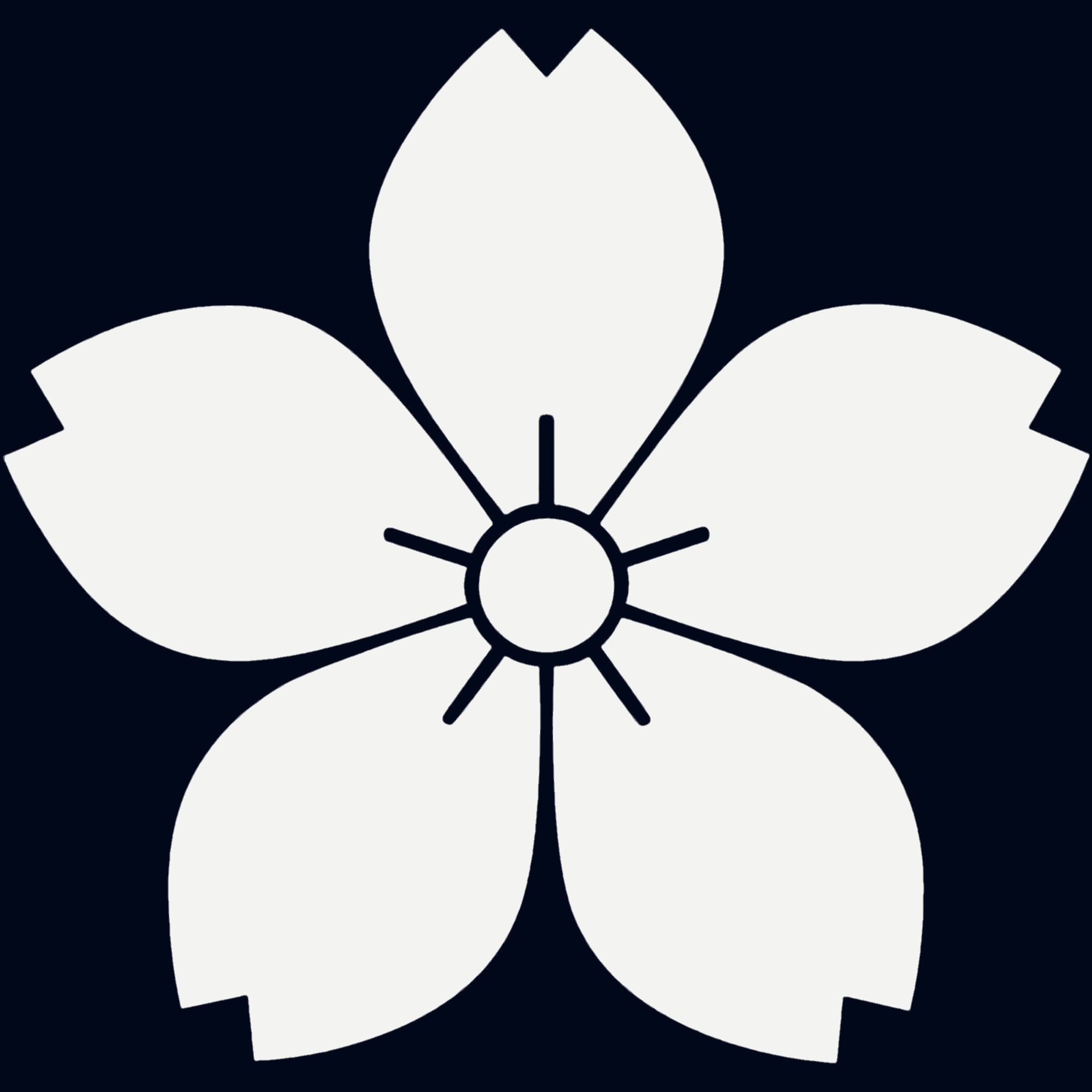
縣神社の神紋（山桜紋）

縣神社（あがたじんじゃ）は、京都府宇治市宇治蓮華にある神社である。
社格は旧村社。

## 祭神
- 木花開耶姫命

## 歴史
この神社の創建年代等については不詳であるが、古くは大和政権下における県（あがた）に関係する神社と見られている。
平安時代中期の1052年（永承7年）に藤原道長が別業（別荘）を寺院である平等院とする際、その鎮守としたとされる。江戸時代末期までは神仏混交により三井寺（園城寺）の支配を受けた。

## 主な神事
- 6月5日・6月6日 - 例祭（県祭り）

## 文化財
- 本殿
- 客殿（旧拝殿）
- 末社稲荷社 以上京都府暫定登録文化財

## 交通
- JR宇治駅より徒歩7分
- 京阪宇治駅より徒歩15分
  - 2005年まではバス路線も設定されており、神社前に「県神社」バス停があったが、同年に廃止されている。